# Ghost (grup de música)
Ghost és un formació sueca de heavy metal formada a Linköping, Suècia, el 2006. Són set membres en el grup, sis van vestits pràcticament iguals, de negre i amb la cara coberta i el vocalista, Tobias Forge, ha anat vestit de papa o de bisbe, segons la gira. Han mantingut sempre la seva identitat en secret, els músics encaputxats es coneixen com "The Nameless Ghouls", i el vocalista es coneix per "Papa Emeritus".
Ghost és un nom d'adoració al dimoni. Als Estats Units el grup va ser obligat a canviar-se el nom per GHOST B.C per motius legals.

## Discografia

### Opus Eponymous (2010)
Es publicà el 18 d'octubre del 2010 a Suècia. Aquest CD va ser nominat als premis Grammi (l'equivalent suec dels premis Grammys). És una combinació de rock satànic amb un toc de sensibilitat pop.
Llista de cançons
Totes les cançons foren escrites i compostes per "A Ghoul Writer", excepte la pista 10 (escrita i composta per George Harrison). 
| Núm.          | Títol               | Durada |
| ------------- | ------------------- | ------ |
| 1.            | «Deus Culpa»        | 1:34   |
| 2.            | «Con Clavi Con Dio» | 3:33   |
| 3.            | «Ritual»            | 4:28   |
| 4.            | «Elizabeth»         | 4:01   |
| 5.            | «Stand by Him»      | 3:56   |
| 6.            | «Satan Prayer»      | 4:38   |
| 7.            | «Death Knell»       | 4:36   |
| 8.            | «Prime Mover»       | 3:53   |
| 9.            | «Genesis»           | 4:03   |
| Durada total: | Durada total:       | 34:41  |

### Infestissumam (2013)
Totes les cançons foren escrites i compostes per "A Ghoul Writer", excepte la pista 12 (escrita i composta per Benny Andersson i Björn Ulvaeus), i la pista 13 (escrita i composta per Martin L. Gore). 
| Núm.          | Títol                   | Durada |
| ------------- | ----------------------- | ------ |
| 1.            | «Infestissumam»         | 1:42   |
| 2.            | «Per Aspera ad Inferi»  | 4:09   |
| 3.            | «Secular Haze»          | 5:11   |
| 4.            | «Jigolo Har Megiddo»    | 3:58   |
| 5.            | «Ghuleh / Zombie Queen» | 7:29   |
| 6.            | «Year Zero»             | 5:50   |
| 7.            | «Body and Blood»        | 3:43   |
| 8.            | «Idolatrine»            | 4:24   |
| 9.            | «Depth of Satan's Eyes» | 5:25   |
| 10.           | «Monstrance Clock»      | 5:53   |
| Durada total: | Durada total:           | 47:47  |

### Meliora (2015)
Totes les cançons foren escrites i compostes per "A Ghoul Writer". 
| Núm.          | Títol                          | Durada |
| ------------- | ------------------------------ | ------ |
| 1.            | «Spirit»                       | 5:15   |
| 2.            | «From the Pinnacle to the Pit» | 4:02   |
| 3.            | «Cirice»                       | 6:02   |
| 4.            | «Spöksonat» (Ghost Sonata)     | 0:56   |
| 5.            | «He Is»                        | 4:13   |
| 6.            | «Mummy Dust»                   | 4:07   |
| 7.            | «Majesty»                      | 5:24   |
| 8.            | «Devil Church»                 | 1:06   |
| 9.            | «Absolution»                   | 4:50   |
| 10.           | «Deus in Absentia»             | 5:37   |
| Durada total: | Durada total:                  | 41:35  |

### Prequelle (2018)
Totes les cançons foren escrites i compostes per "A Ghoul Writer". 
| Núm.          | Títol                            | Durada |
| ------------- | -------------------------------- | ------ |
| 1.            | «Ashes»                          | 1:21   |
| 2.            | «Rats»                           | 4:21   |
| 3.            | «Faith»                          | 4:29   |
| 4.            | «See the Light»                  | 4:05   |
| 5.            | «Miasma (Instrumental)»          | 5:17   |
| 6.            | «Dance Macabre»                  | 3:39   |
| 7.            | «Pro Memoria»                    | 5:39   |
| 8.            | «Witch Image»                    | 3:30   |
| 9.            | «Helvetesfönster (Instrumental)» | 5:55   |
| 10.           | «Life Eternal»                   | 3:27   |
| Durada total: | Durada total:                    | 41:43  |

### Impera (2022)
| Núm.          | Títol                              | Durada |
| ------------- | ---------------------------------- | ------ |
| 1.            | «Imperium»                         | 1:40   |
| 2.            | «Kaisarion»                        | 5:02   |
| 3.            | «Spillways»                        | 3:16   |
| 4.            | «Call Me Little Sunshine»          | 4:44   |
| 5.            | «Hunter's Moon»                    | 3:16   |
| 6.            | «Watcher in the Sky»               | 5:48   |
| 7.            | «Dominion»                         | 1:22   |
| 8.            | «Twenties»                         | 3:46   |
| 9.            | «Darkness at the Heart of My Love» | 4:58   |
| 10.           | «Griftwood»                        | 5:16   |
| 11.           | «Bite of Passage»                  | 0:31   |
| 12.           | «Respite on the Spitalfields»      | 6:42   |
| Durada total: | Durada total:                      | 46:21  |